# آرمینه سارگسیان
آرمینه خورنی سارگسیان (ارمنی: Արմինե Խորենի Սարգսյան؛ زادهٔ ۱۶ دسامبر ۱۹۵۹) تاریخ‌نگار و نژادشناس اهل ارمنستان است.

## زندگی‌نامه
وی در ۱۶ دسامبر ۱۹۵۹ در ایروان به دنیا آمد و از دانشکده تاریخ دانشگاه دولتی ایروان فارغ‌التحصیل گشت. وی برنده جوایزی همچون مدال موسس خورناتسی است.